# Provincia di Spalato
La provincia di Spalato fu una provincia speciale italiana istituita nella primavera del 1941 durante la seconda guerra mondiale, in seguito all'annessione all'Italia del Governatorato della Dalmazia. L'ente fu soppresso nel 1943 dopo due soli anni di esistenza.

## Caratteristiche

10 aprile 1932: si gioca Rigo - Spalato. L'incontro finisce 5 a 4

Se la struttura del Governatorato della Dalmazia aveva la funzione transitoria di introdurre progressivamente la legislazione nazionale nella regione, il governo di Roma decise di istituire fin dall'inizio degli enti che prefigurassero la piena creazione degli ordinari uffici provinciali dopo la fine della guerra.
La provincia di Spalato comprendeva le città di Spalato e di Traù con il loro entroterra, più le isole della Solta meno la Brazza, Lissa, Curzola, Lagosta, Cazza e Pelagosa, queste ultime tre scorporate alla Provincia di Zara, e Meleda.
La provincia, esistita fino al settembre 1943, aveva una superficie territoriale di 975 km² e una popolazione di 128 400 abitanti, e faceva parte del neo-costituito Governatorato della Dalmazia. Questo Governatorato fu istituito secondo il Regio Decreto Legge del 18 maggio 1941 n°452 e quanto stabilito dal Regio Decreto Legge del 7 giugno 1941 n°453.
Nel capoluogo Spalato vi era il "Tribunale" provinciale e vi era edito il quotidiano in italiano "San Marco". La targa automobilistica della provincia era "Spalato". Esisteva pure una squadra italiana di calcio detta Calcio Spalato, che sostituì la croata Hajduk e che fu affiliata alla Federazione Italiana Gioco Calcio (FIGC), pur senza partecipare ai campionati.
La maggioranza della popolazione della provincia di Spalato era croata, ma vi era una piccola comunità italiana di circa 3000 Dalmati italiani (solo a Spalato ve ne erano oltre 1000 nel 1940, anche se molto ridotti in numero da quando a metà Ottocento erano oltre un terzo degli abitanti della città).

## Vicende storiche

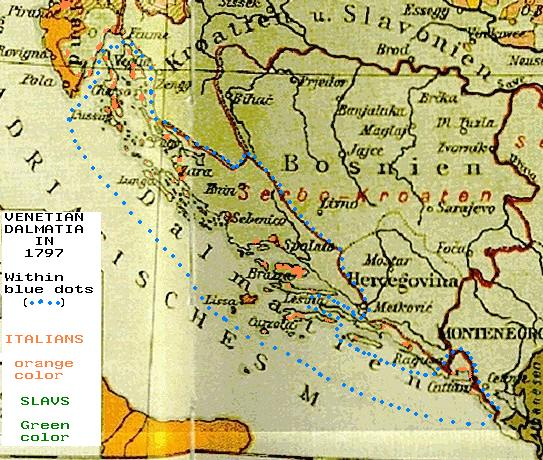
Mappa linguistica austriaca del 1896, su cui sono riportati i confini (segnati con pallini blu) della Dalmazia veneziana nel 1797. In arancione sono evidenziate le zone dove la lingua madre più diffusa era l'italiano, mentre in verde quelle dove erano più diffuse le lingue slave

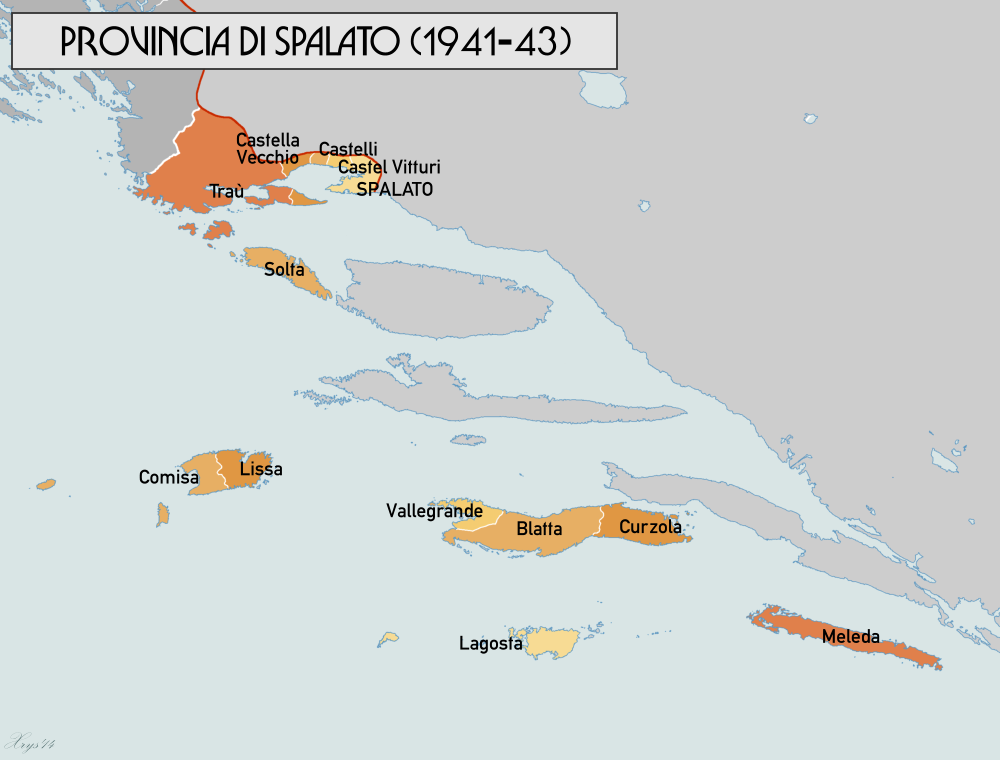
Mappa dettagliata della provincia di Spalato

Il generale Vittorio Ambrosio nell'aprile 1941, conquistando in pochi giorni tutta la costa adriatica della Jugoslavia, entrò a Spalato accolto lietamente dai locali cittadini di etnia italiana, coinvolti nel 1920 negli Incidenti di Spalato.
La nuova provincia italiana di Spalato fu creata per ordine di Mussolini il mese successivo, con "Trattato del Maggio 19" tra l'Italia e la Croazia di Pavelic. Valerio Paolo Zerbino vi fu nominato "Prefetto", rimanendovi in funzione tra il giugno 1941 e l'agosto 1943. Il governatore dalmata fu Giuseppe Bastianini fino al gennaio 1943, quando fu richiamato a Roma e sostituito da Francesco Giunta.
Nell'estate 1941 il governo italiano iniziò un processo di "italianizzazione" della provincia e nuove scuole italiane furono aperte a Spalato. Personale amministrativo fu trasferito a Spalato e Traù, favorendo il ritorno dei Dalmati italiani che si erano trasferiti dalla Dalmazia in Italia dopo la prima guerra mondiale. Infatti oltre 6700 Dalmati italiani si erano rifugiati nel Regno d'Italia dopo la creazione della Iugoslavia nel 1919, ed a molti di loro fu offerto lavoro se fossero ritornati nel Governatorato di Dalmazia con le loro famiglie.
Bastianini iniziò molti lavori pubblici, del resto necessari per migliorare l'arretratezza della regione, costruendo tra l'altro ospedali, fognature e strade nella provincia. Furono iniziati progetti di pianificazione urbana di Spalato e di recupero del Palazzo di Diocleziano, dove abitavano circa 5 000 persone in pessime condizioni igienico-sanitarie. Anche la Banca d'Italia aprì una filiale a Spalato
Inoltre migliaia di ebrei croati cercarono rifugio nel Governatorato e molti si trasferirono a Spalato, specialmente nel 1942.
Nell'agosto 1943 il personale amministrativo, a causa degli eventi bellici che volgevano al peggio per l'Italia in Sicilia, abbandonò la Dalmazia: l'area passò sotto il controllo dei militari del Regio Esercito fino al settembre 1943, quando fu occupata dalle truppe tedesche che l'annessero allo Stato Indipendente di Croazia. Dopo la scomparsa della provincia, tutta l'area, che sotto controllo italiano aveva sofferto solo minimamente gli eccidi della guerra partigiana, finì per essere coinvolta nei massacri della guerra civile jugoslava.

## Comuni della Provincia
I 13 comuni della Provincia di Spalato, due dei quali, Spalato e Curzola, avevano lo status di specialità, erano i seguenti, indicati con la popolazione di allora:. 
- Spalato / Split: 46 900 abitanti, capoluogo provinciale e sede di Tribunale;
- Blatta / Blato: 6 000 abitanti;
- Castella Inferiore o Castel Vecchio / Kaštel Stari o Donji Kaštel: 5 500 abitanti;
- Castelli / Kaštel Sućurac: 3 500 abitanti;
- Castel Vitturi / Kaštel Lukšić: 4 000 abitanti;
- Comisa / Komiža: 5 000 abitanti;
- Curzola / Korčula: 10 000 abitanti;
- Lagosta / Lastovo: 3 000 abitanti;
- Lissa / Vis: 800 abitanti;
- Meleda / Mljet: 2 000 abitanti;
- Solta / Šolta: 2 500 abitanti;
- Traù / Trogir: 25 000 abitanti;
- Vallegrande / Vela Luka: 7 000 abitanti.

## Prefetti della provincia
- Valerio Paolo Zerbino (7 giugno 1941 - 5 agosto 1943)
- Viceprefetto Giuseppe Grimaldi (1º settembre 1943 - 11 settembre 1943)